# Antonio Enrique
Antonio Enrique (Granada, 19 de enero de 1953) es un escritor y poeta español. En la Universidad de Granada se licenció en Letras. Desde el 2003, ocupa el sillón "Ñ" de la Academia de Buenas Letras de Granada.

## Biografía
En esta ciudad vivió hasta 1979, residiendo más tarde en ciudades como Úbeda, Durango, Ronda y Jerez de la Frontera. Desde 1984 se halla establecido en Guadix.
Cabe destacar su vertiente crítica, a la que viene dedicando especial atención, con cerca de cuatrocientos comentarios, publicados en diversos suplementos literarios, "Córdoba", "Málaga-Costa del Sol" y "Europa-Sur" entre los más asiduos, así como en revistas especializadas. Figura en buena parte de las antologías más representativas de su promoción literaria. Pertenece a la Asociación Nacional de Críticos y es vocal de la Asociación Andaluza de Escritores y Críticos Literarios. Poemas suyos figuran traducidos al árabe y hebreo, al papiamento, al rumano, además de las lenguas habituales.
Su obra se adscribe en la denominada "literatura de la Diferencia", a la que dio nombre y de la que fue uno de sus más decididos impulsores, opción estética caracterizada por la heterodoxia sobre las tendencias dominantes. 
Integra, con los escritores José Lupiáñez y Fernando de Villena, la denominada Academia de Oriente. Ha intervenido en numerosos congresos y dirigido algunos proyectos editoriales, siendo muy activa su labor como conferenciante. En 1996, cofundó con el escritor Gregorio Morales el Salón de Escritores Independientes, que llegó a contar con más de un centenar de miembros. Ejerce como profesor de literatura en Guadix en el instituto IES Padre Poveda, ciudad que viene marcando sus obras últimas con su atmósfera y paisaje, impregnándolas de un inédito sentido trascendente, y donde está al cuidado del aula Abentofail de poesía y pensamiento.

## Publicaciones

### Poesía
- Poema de la Alhambra (Colección Zumaya, Universidad de Granada, Granada, 1974). ISBN 84-600-6353-4

- Retablo de luna (Antonio Ubago, Granada, 1980). ISBN 84-85551-13-3

- La blanca emoción (Algar, Madrid, 1980). ISBN 84-7450-014-1

- La ciudad de las cúpulas (La Peñuela, Carolina, 1980, y Rusadir, Melilla, 1981). ISBN 84-300-3266-5

- Los cuerpos gloriosos (Genil, Granada, 1982). ISBN 84-500-5367-6

- Las lóbregas alturas (Antonio Ubago, Granada, 1984). ISBN 84-85551-30-3

- Órphica (Fundación Ruiz Mateos, Rota, 1984). ISBN 84-398-1709-6

- El galeón atormentado (Fundación Cultura y Progreso, Córdoba, 1990). ISBN 84-87285-52-X

- Reino Maya (Cuadernos de al-Andalus, Algeciras, 1990). No consta ISBN.Dep. Legal CA.634.90

- La Quibla (Devenir, Madrid, 1991). ISBN 84-86351-23-5

- Beth Haim (Antonio Ubago, Granada, 1995). ISBN 84-85551-92-3

- El sol de las ánimas (Batarro, Albox, 1995). ISBN 84-605-3762-5

- Santo Sepulcro (Vitruvio, Madrid, 1998). ISBN 84-8979-5-05-3

- El reloj del infierno (Port-Royal, Granada, 1999). ISBN 84-89739-28-5

- Huerta del cielo (Puerta del Mar, Málaga, 2000). ISBN 84-7785-382-7

- Silver shadow (Dauro, Granada, 2004). ISBN 84-95763-74-5

- Viendo caer la tarde (Fundación Caja Rural del Sur, Granada, 2006). ISBN 84-609-8784I

- Crisálida sagrada (Cajasur, Córdoba, 2009). ISBN 978-84-7959-679-8

- Cisne esdrújulo (Diputación, Granada, 2013). ISBN 84-7807-51-7

- El amigo de la luna menguante (Carena, Barcelona, 2014). ISBN 84-16054-33-6

- Al otro lado del mundo (El toro celeste, Málaga, 2014). ISBN 84-942991-5-5
- La palabra muda (El gallo de oro, Bilbao, 2018). ISBN 978-84-16575-26-8
- Los cementerios flotantes (Carena, Granada, 2023). ISBN 978-84-1913-666-4

### Novela
- La Armónica Montaña (Akal, 1986). ISBN 84-7600-074-X

- Kalaát Horra (Montraveta, Sevilla, 1991; reedición de Gomares, Granada, 1999, retomando el título original de Las praderas celestiales). ISBN 84-86335-90-6

- La luz de la sangre (Osuna, Granada, 1997). ISBN 84-89717-90-7

- El discípulo amado (Seix Barral, Barcelona, 2000). ISBN 84-322-1058-7

- Santuario del odio (Roca, Barcelona, 2006). ISBN 84-96544-43-5, ISBN 978-84-96544-4

- La espada de Miramarmolin (Roca, Barcelona, 2009). ISBN 978-84-92429-77-6

- El hombre de tierra (Padaya, Guadix, 2009). ISBN 978-84-613-6728-3

- Rey Tiniebla (Almuzara, 2012). ISBN 978-84-15338-54-3

- "Boabdil, el principe del dia y de la noche" (Dauro, 2016). ISBN 978-84-16340-86-6

### Relato
- Cuentos del río de la vida (Temas Accítanos, Guadix, 1991, y Dauro, Granada, 2003). ISBN 84-505-9901-6

### Ensayo
- Tratado de la Alhambra Hermética / The hermetic Alhambra (Antonio Ubago y Port-Royal, Granada, 1988, 1991, 2004 y 2007). ISBN 978-84-89739-87-1(Eng.) y ISBN 84-8551-54-0

- Canon heterodoxo (DVD ediciones, Barcelona, 2003) ISBN 84-95007-87-8

- Los suavísimos desiertos (Alhulia, La Madraza - Granada, 2005) ISBN 84-96083-90-X

- Erotica celeste (Editorial Comala, Guadix, 2008) ISBN 978-84-936381-0-8

- Las cavernas del sentido. Conversos, alumbrados y místicos del siglo XVI (Cajagranada, Granada, 2009). ISBN 978-84-96660-93-9
- El laúd de los pacíficos (Alhulia, Granada, 2008). ISBN 84-96641-87-7
- Metidos en una pompa de jabón (Fundación Antonio Pereira, León, 2015). ISBN 84-9773-36-4

### Otros
- 70 menos uno, antología emocional de poetas andaluces (El toro celeste, Málaga, 2016). ISBN 978-84-945050-3-4

## Reconocimiento
- Premio Ciudad de Alcalá de Poesía de 1979 por "La blanca emoción"

- Datos: Q5698215